# Николаевка (Лев-Толстовский район)
Никола́евка — деревня Новочемодановского сельсовета Лев-Толстовского района Липецкой области.

## Население
| 2000 | 2010 |
| ---- | ---- |
| 33   | ↘12  |